# Atheta ischnocera
Atheta ischnocera är en skalbaggsart som beskrevs av Thomson 1870. Atheta ischnocera ingår i släktet Atheta, och familjen kortvingar. Arten är reproducerande i Sverige.